# Marpetal mit Passade und Zuflüsse
Das Naturschutzgebiet Marpetal mit Passade und Zuflüsse liegt auf dem Gebiet der Stadt Blomberg im Kreis Lippe in Nordrhein-Westfalen.

## Lage
Das Gebiet erstreckt sich nordwestlich der Kernstadt Blomberg und nordwestlich, nördlich und nordöstlich des Blomberger Stadtteils Cappel zu beiden Seiten der Kreisstraße 89. Durch das Gebiet fließen die Passade und die Marpe, ein rechter Nebenfluss der Passade. Am nordöstlichen und südöstlichen Rand des Gebietes verläuft die Landesstraße 712, südöstlich erstreckt sich das 226,2 Hektar große Naturschutzgebiet Hurn. 

## Bedeutung
Das etwa 88,9 Hektar große Gebiet mit der Schlüssel-Nummer LIP-052 steht seit dem Jahr 2005 unter Naturschutz.